# 볏도마뱀붙이
볏도마뱀붙이(Correlophus ciliatus)는 크레스티드 게코(crested gecko)라고 불리며, 뉴칼레도니아 남부에 자생하는 도마뱀붙이의 한 종이다. 대한민국 사육 업계(한국의 파충류 시장)에서는 줄여서 크레라고 불린다. 크레스티드게코는 1866년에 프랑스 동물학자 알폰스 귀슈누(en:Alphone Guichenot)가 발견했으며, 학명 또한 이 사람이 지었다. 크레스티드게코는 로버트 십(Robert Seipp)이 지휘한 탐사 도중에 다시 발견되기 전까지 멸종된 것으로 알려져 있었다. CITES에 따라 보호종으로 분류되며, 애완동물로 인기가 있어서 많이 거래된다. 현재까지도 야생개체는 극소수이나 사육되는 개체의 수는 레오파드 게코와 함께 매우 많은 편에 속한다. 또 크레스티드게코는 레오파드게코와 함께 키우기 쉬운 종이다. 크레스티드게코는 슈퍼푸드라는 인공사료를 먹어 곤충을 혐오하는 사람에게 좋다.  

## 분류
이 종은 프랑스의 동물학자 알폰스 귀슈누(en:Alphone Guichenot)가 1866년에 Mémoires de La Société Scientifique Naturelle de Chérbourg에 게재한 "Notice sur un nouveau genre de sauriens de la famille des geckotiens du Muséum de Paris" ("도마뱀붙이과의 새로운 종에 관한 기록")라는 이름의 논문에서 Correlophus ciliatus라는 학명으로 최초로 기술하였다. 이는 1883년 조지 알버트 불랑거(en:George Albert Boulenger)에 의해 라코닥틸루스 킬리아투스Rhacodactylus ciliatus 로 개명되었다. 최근의 계통발생 분석(en:phylogenetic analysis)은 R. ciliatus , R. sarasinorum 이 Rhacodactylus속의 다른 종들과 유전적으로 크게 가깝지 않으므로 Correlophus 밑으로 되돌려야 한다는 것을 보여준다.
종명 ciliatus는 cilia ("앞머리", "속눈썹")에서 유래한 라틴어 단어이며 속눈썹을 닮은 눈 주위의 피부의 볏을 나타낸다.

## 신체적 특징

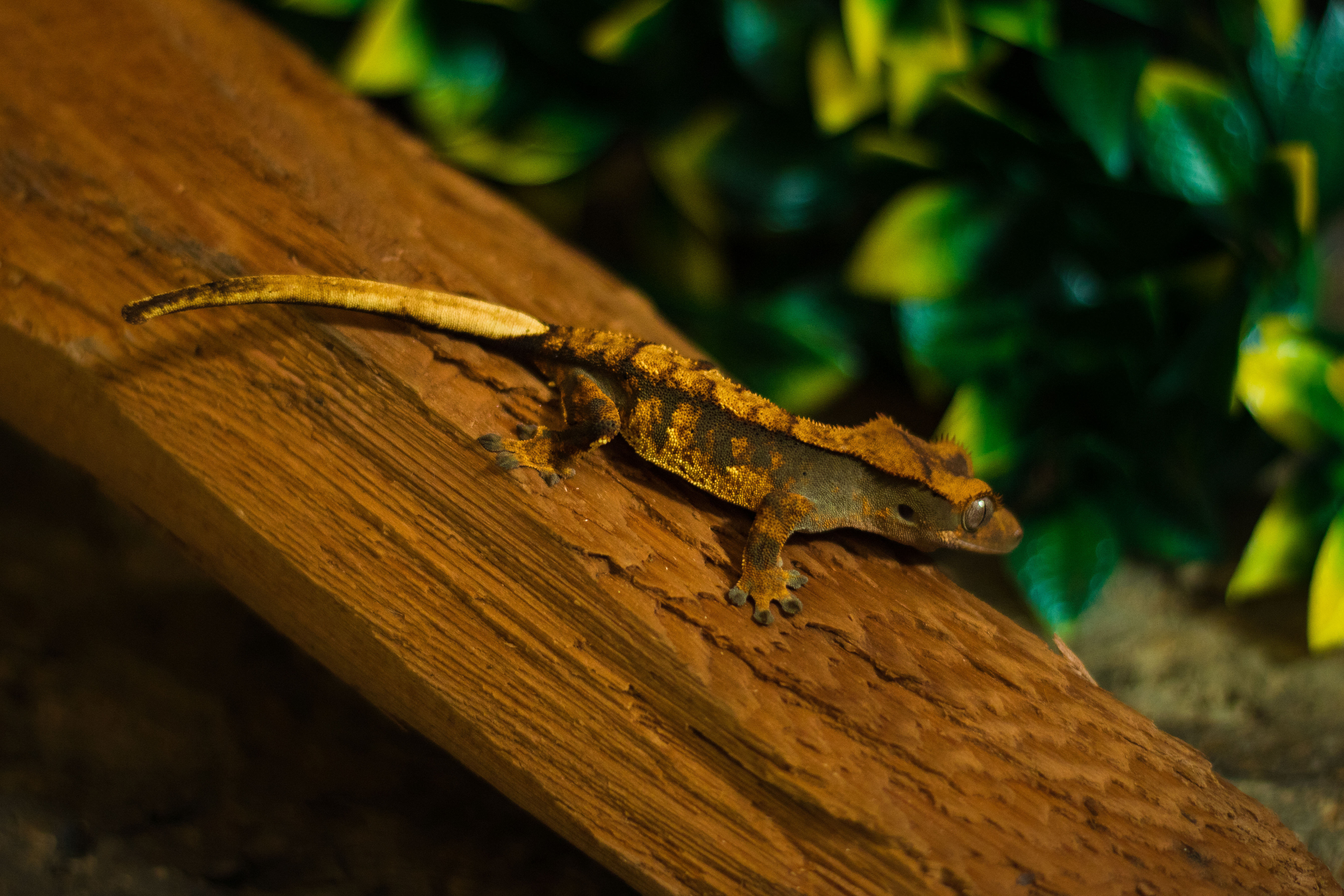
이 사육 중인 크레스티드 게코는 야생에서 발견되지 않는 트라이컬러 익스트림 할리퀸 (tricolor extreme harlequin) 모프를 띈다.

크레는 4–6 인치 (10–15 cm) 의 꼬리 길이를 포함하여 몸길이가 대개 6–10 인치 (15–25 cm) 에 달한다. 이 도마뱀붙이의 제일 눈에 띄는 특징 중 하나는 눈 위의 속눈썹을 크게 닮은 돌기다. 크레는 눈 위 또는 앞쪽에서 시작해 머리 꼭대기의 각 측면을 따라 목 아래쪽으로 계속 내려가다가 어깨부위를 중심으로 서서히 사라진다. 별명도 속눈썹 도마뱀붙이이다. 크레는 눈꺼풀이 없기 때문에 눈에 수분을 공급하고 먼지를 제거하기 위해 길다란 혀로 눈을 핥는다. 발가락과 잡는꼬리(en:prehensile tail)의 끝은 각모(en:setae)라고 불리는 짧은 모발로 덮여있다. 각각의 각모에는 미각모(spatulae)라고 불리는 직경 200 나노미터 정도의 모발이 수천 개씩 나있다. 이러한 구조는 약한 반데르발스 힘을 이용하여 도마뱀붙이가 대부분의 단단한 표면을 타고 오를 수 있게 해준다. 발가락에는 발가락이 달라붙지 못하는 표면을 타고 오르기 위한 작은 발톱이 달려있다. 크레는 다른 게코 종에 비해 큰 입을 가지고 있다. 위턱과 아래턱의 잇몸에는아주 작은 날카로운 이빨이 줄지어 있다. 크레를 핸들링하다보면 물릴 수 있는데, 이는 방어 차원에서 무는 것으로 살짝 꼬집는 정도에 불과하다. 크레는 일생동안 이빨을 가는 다환치성 동물로 여겨지고 있으며, 하나의 이빨이 빠질 쯤이 되면 다른 이빨이 이미 자라 나오고 있는 것을 확인할 수 있다. 크레는 타고 오르는 데 쓸 수 있는 반잡는꼬리가 있다. 포식자에게서 도망치기 위해 꼬리를 끊을 수 있는데 이를 자절이라고 한다. 크레는 다른 몇몇 도마뱀붙이와 달리 한 번 잘린 꼬리는 재생하지 않지만, 꼬리에 지방을 저장하는 레오파드 게코와 같은 다른 도마뱀붙이들과 달리 꼬리가 없다고 문제를 겪지 않는다. 사실 대부분의 야생 성체는 꼬리가 없다. 크레의 다리는 느슨한 피부로 덮혀 있으며, 물갈퀴가 달린 발과 함께 사용돼 크레가 공중에 뛰어올라 몸자세를 펴진 상태로 유지하면서 하강속도를 늦출 수 있도록 도와준다. 크레는 나뭇가지를 타는 다른 도마뱀과 마찬가지로 발가락 밑부분에 박막층을 지니고 있다.
크레는 다양하게 얼룩진 회색, 갈색, 적색, 주황, 노랑 등의 자연적으로 발생하는 수많은 색상군이 있다. 야생에서는 민무늬, 흰무늬, 호피무늬의 세 종류의 색상 모프가 있다. 크레 브리더들은 야생에서 발견되지 않는 수많은 모프들을 만들어냈다.
크레는 머리 크기, 볏의 개수에 따라 다양한 형태적 변형을 가진다. 머리 길이가 너비의 1.3배 이하인 개체들은 "왕관crowned"이라고 불린다. 볏의 숫자와 크기는 개체마다 다양하다. 어떤 크레들은 볏이 꼬리까지 이어지며, 몸의 한쪽 면에 볏이 없는 개체들도 있다.또 이런 볏과 색에 따라 값어치가 측정된다.(허물을 벗으면 그 허물을 도마뱀이 다 먹어치운다.)

## 서식

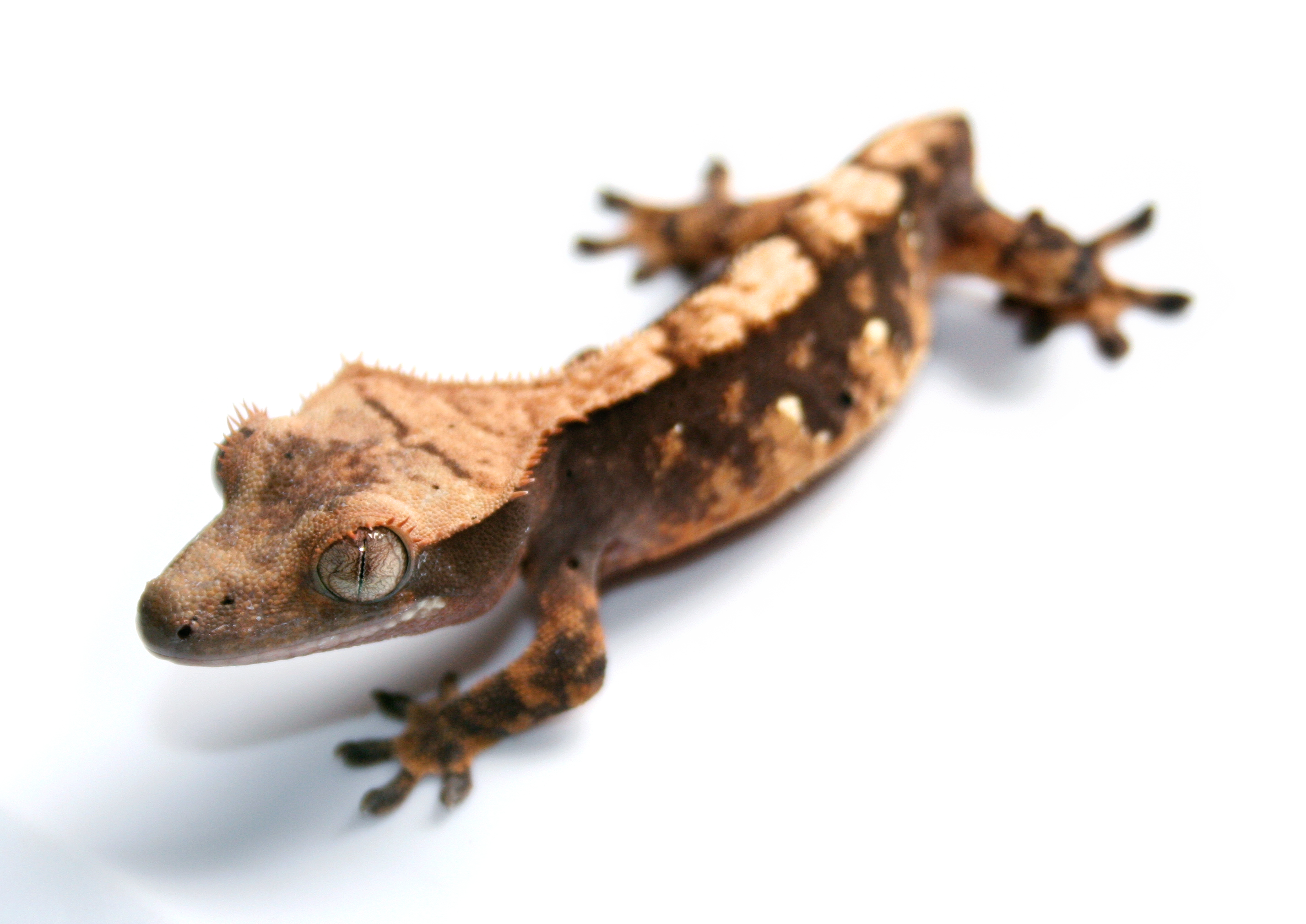
누벨칼레도니의 꼬리 없는 크레

크레는 뉴칼레도니아 시드주(en:South Province, New Caledonia)에 서식한다. 파인즈섬(en:Isle of Pines, New Caledonia)과 주변의 작은 섬들에 한 개, 그랑드테르(en:Grande Terre)에 두 개의 개체군이 존재하는데 그 중 하나는 블루강 주변에 있으며 도립공원 안에서 보호되고, 다른 하나는 좀 더 북쪽에, 드주막산(Dzumac)의 남쪽에 접한다.

## 생태와 행동

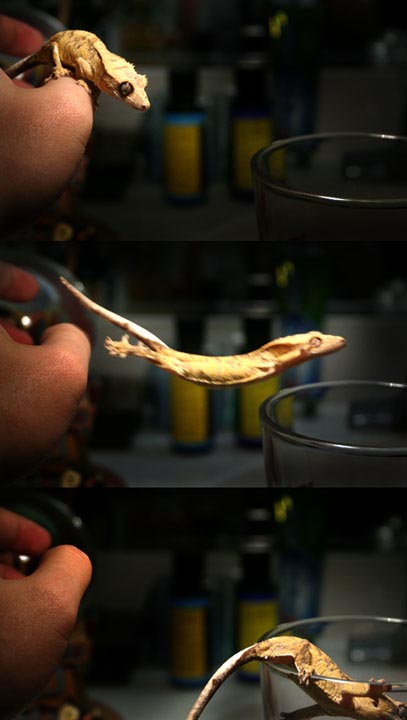
크레의 도약

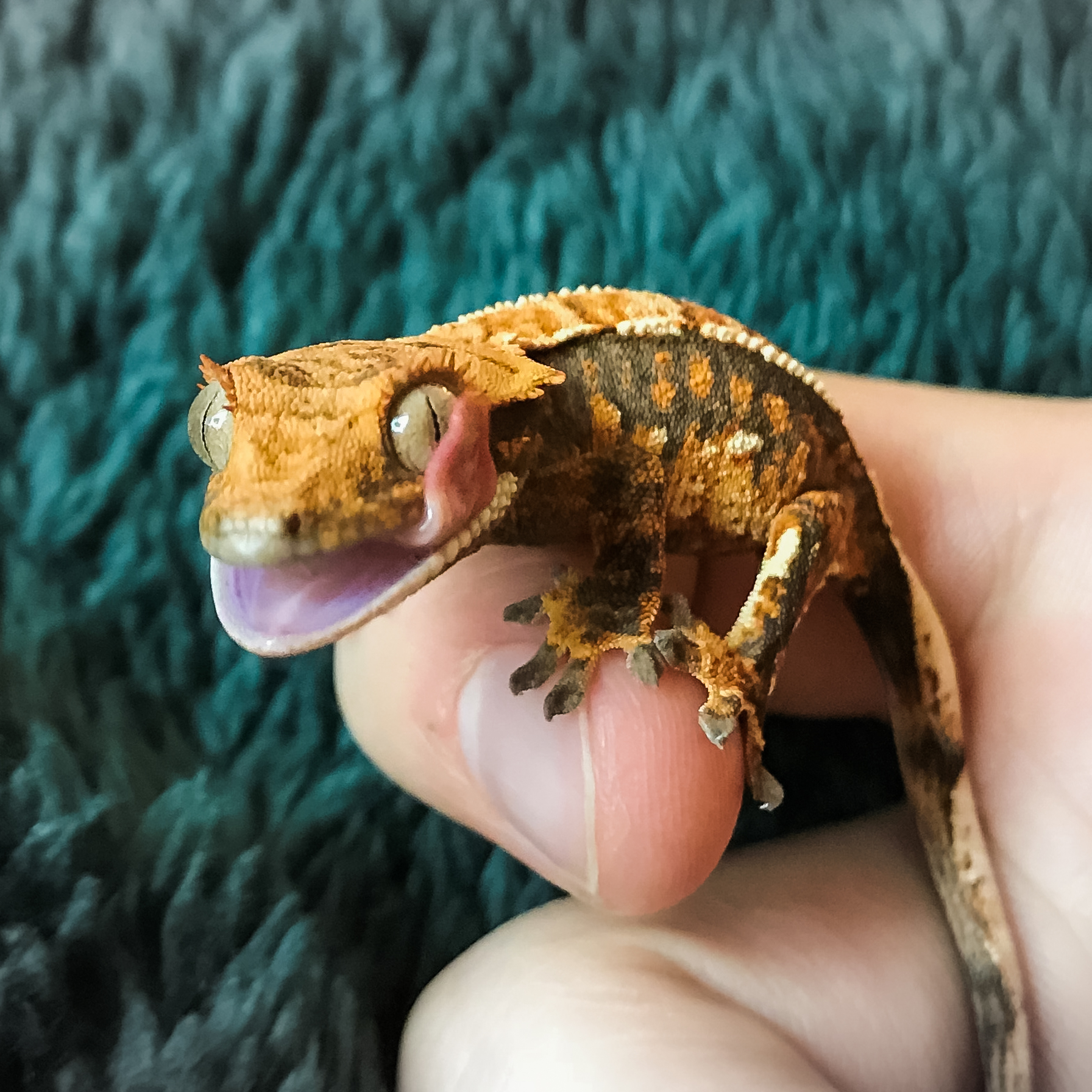
눈을 닦는 사육 개체.

크레는 눈꺼풀이 없는 대신 투명한 눈비늘(en:Brille)이 눈의 수분을 유지하며, 눈을 혀로 핥아서 먼지를 닦아낸다. 크레는 유전적으로 가까운 리치큰도마뱀붙이속의 도마뱀붙이처럼 발가락이 물갈퀴 모양이다. 주로 수목에서 서식하며 뉴칼레도니아의 우림의 수관에서 서식하는 것을 선호하는데, 크레는 도약에 상당히 능하기 때문이다. 크레는 기본적으로 야행성이고, 낮에는 보통 높은 가지의 은신처에서 잠을 청한다. 하지만 크레는 토케이도마뱀붙이보다는 나무를 잘 오르지 못한다.
크레는 허물을 다 자라기 전엔 주마다 한 번씩, 다 자란 이후엔 한두 달에 한 번씩 벗는다.
크레는 근연종 가고일 게코와는 달리 꼬리가 잘리면 다시 자라지 않는다. 꼬리 밑동 부근의 세포는 연약해서 포식자한테 위협을 받거나 붙잡히면 꼬리를 떼버릴 수 있다. 꼬리까지의 모세혈관은 거의 즉시 닫혀서 피를 거의, 전혀 흘리지 않는다. 떨어진 꼬리는 2-5분간 꿈틀댄다. 꼬리가 없다고 딱히 문제될 것은 없으며, 야생에서는 대부분의 성체 크레는 꼬리가 없다. 사실상 크레의 꼬리는 많이 퇴화되어 꼬리가 재생하지 않도록 진화하였다.
크레는 대부분의 도마뱀붙이와 달리 잡식성이며, 과식동물(en:Frugivore)로도 여겨지는데, 다양한 곤충과 과일을 섭취한다. 사육되는 크레는 상업적으로 만들어진 과일 기반의 식단을 먹이고 칼슘이 부족할 수 있기 때문에 칼슘제를 주 3회 첨가하여 먹인다.. 칼슘이 모자란 불균형한 식단으로 인해 대사성골질환(MBD)이 급격하게 발병할 수 있으므로, 이를 방지하기 위해 영양제를 사료에 섞어주는 것이 좋다.

## 사육
현재 야생 개체 수출은 금지되어 있지만, 뉴칼레도니아가 수출을 허가하지 않기로 하기 전에 생물학자들이 번식과 연구를 위해 몇몇 개체를 반출하였다. 수출이 금지된 후에는 밀렵꾼에게 잡혀 수출된 개체들에 의해 유럽과 미국에서 이 몇몇 개체들로부터 다양한 혈통이 만들어졌다. 크레스티드 게코는 레오파드 게코와 함께 오늘날 사람의 손에서 제일 흔하게 사육되고 번식하는 도마뱀붙이 중 하나다.무려 1년에 약 10개의 알을 낳는다.
다양한 모프가 있으며 대표적으로 노멀, 릴리화이트, 카푸치노 등이 있다. 
이 도마뱀붙이는 굉장히 오래 살 수 있다. 야생 개체, 또는 생의 대부분을 야생에서 보낸 개체는 15-20년 이상 살아간다. 칼슘 등의 영양분이 충분히 포함된, 특별하게 준비한 식단을 급여하면 오래오래 건강하게 살 수 있다. (사육 개체는 근친교배 때문에 대사성골질환에 특히 취약하다.)

## 번식
크레가 야생에서 어떻게 번식 행동을 하는지는 거의 알려지지 않았지만, 사육 상태에서는 붙이는 대로 번식에 들어가며, 암컷은 두 개의 알을 낳고, 알은 낳은지 60-150일이 지나면 부화한다. 암컷의 지방, 칼슘 보유량을 건강한 수준으로 유지하려면 산란 주기를 4주 미만으로 낮추면 안 된다. 크레는 입천장에 칼슘을 저장하는 두 개의 작은 낭이 있다. 알을 밴 암컷이 칼슘이 모자라면 낭속의 칼슘이 고갈되고 칼슘 쇼크(calcium crash)가 초래되어 몸이 흔들리거나 떨리고, 식욕이 없어지고, 심지어 폐사할 수도 있다. 몸에 칼슘이 모자란 암컷이 산란한 알은 때때로 부정교합, 뒤틀렸거나 물결 모양으로 구부러진 꼬리와 같은 선천적인 대사성골질환의 징후를 보인다.
다른 도마뱀붙이들처럼 온도가 크레 배아의 성별을 결정하는 데 영향을 끼치는지는 현재 알려져 있지 않다.
막 부화한 크레는 보통 첫 허물을 벗어서 먹어치우기 전에는 아무것도 먹지 않은 채로 노른자낭의 잔여분에 의존하여 필요한 영양소를 공급받는다.
암컷 게코는 한 번의 짝짓기만으로 체내에 수컷의 정자를 보관하여, 8–10개월 동안까지 4-6주에 한 번씩 두 개의 알을 낳는다. 야생 암컷의 경우 산란기가 지나면 회복기(cooling cycle)를 거치며, 대개 겨울의 약간의 온도, 일광의 변화로 인해 촉발된다. 암컷은 이 기간에 알을 밴 동안 손실된 체중과 소모된 영양분을 보충한다. 사육할 때 회복기를 실시하지 않으면 암컷은 알을 계속해서 낳다가 칼슘이 고갈되고 건강이 약화되어서 결국 죽는다.

## 야생에서의 상태
크레는 오랫동안 멸종되었다고 여겨졌지만 1994년에 열대 폭풍이 몰아친 후 다시 발견되었다.(자세한건 밀수업자들이 밀수를 해서 크레가 살아났다.) 현재는 CITES 아래 보호되고 있으며 멸종위기 취약 등급으로 평가받는다. 근래 누벨칼레도니에 전기개미(en:Wassmania auropunctata)가 침입하여 야생 개체수에 대한 최대의 위협이 되었다. 전기개미는 도마뱀붙이를 먹이로 삼으며, 엄청난 숫자로 밀어붙이면서 물고 쏜다. 또한 절지동물도 먹기 때문에 도마뱀붙이와 먹이가 겹쳐서 경쟁이 일어난다.

## 참고 문서
- 누벨칼레도니의 생물다양성(영어판)